# Billy Bales
Billy Bales, właśc. Raymond Arthur Bales (ur. 6 czerwca 1929 w Norwich, zm. 19 czerwca 2023) – brytyjski żużlowiec.

## Życiorys
Największy sukces w karierze odniósł w 1955, awansując do finału indywidualnych mistrzostw świata na żużlu, w którym zajął XI miejsce. Dwukrotnie wystąpił w finałach indywidualnych mistrzostw Wielkiej Brytanii, w latach 1962 (XVI miejsce) oraz 1964 (XIV miejsce).
W lidze brytyjskiej startował w barwach klubów Yarmouth Bloaters (1948–1950), Norwich Stars (1952–1964) oraz Sheffield Tigers (1965–1969). Trzykrotny medalista drużynowych mistrzostw Wielkiej Brytanii: dwukrotnie srebrny (1958, 1963) oraz brązowy (1964).